# Tawangharjo (Tawangharjo)
Tawangharjo is een bestuurslaag in het regentschap Grobogan van de provincie Midden-Java, Indonesië. Tawangharjo telt 4710 inwoners (volkstelling 2010).